# Poncyria trójlistkowa
Poncyria trójlistkowa, pomarańcza trójlistkowa (Poncirus trifoliata) – gatunek roślin z rodziny rutowatych. W zależności od ujęcia stanowi monotypowy rodzaj poncyria Poncirus lub włączany jest do rodzaju cytrus jako Citrus trifoliata. Występuje w naturze w Chinach, gdzie rośnie w zaroślach. 

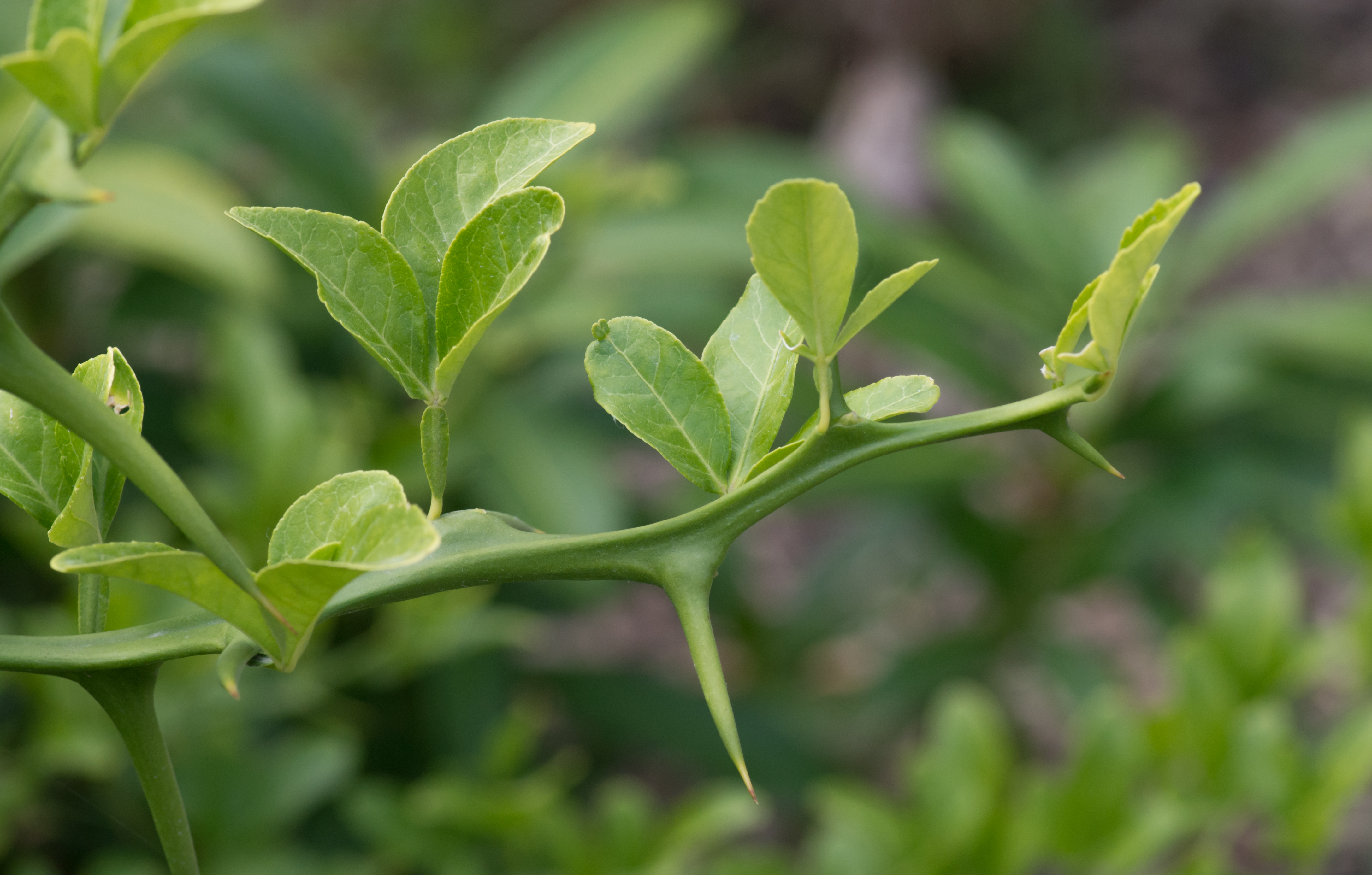
Kolczaste pędy i trójlistkowe liście

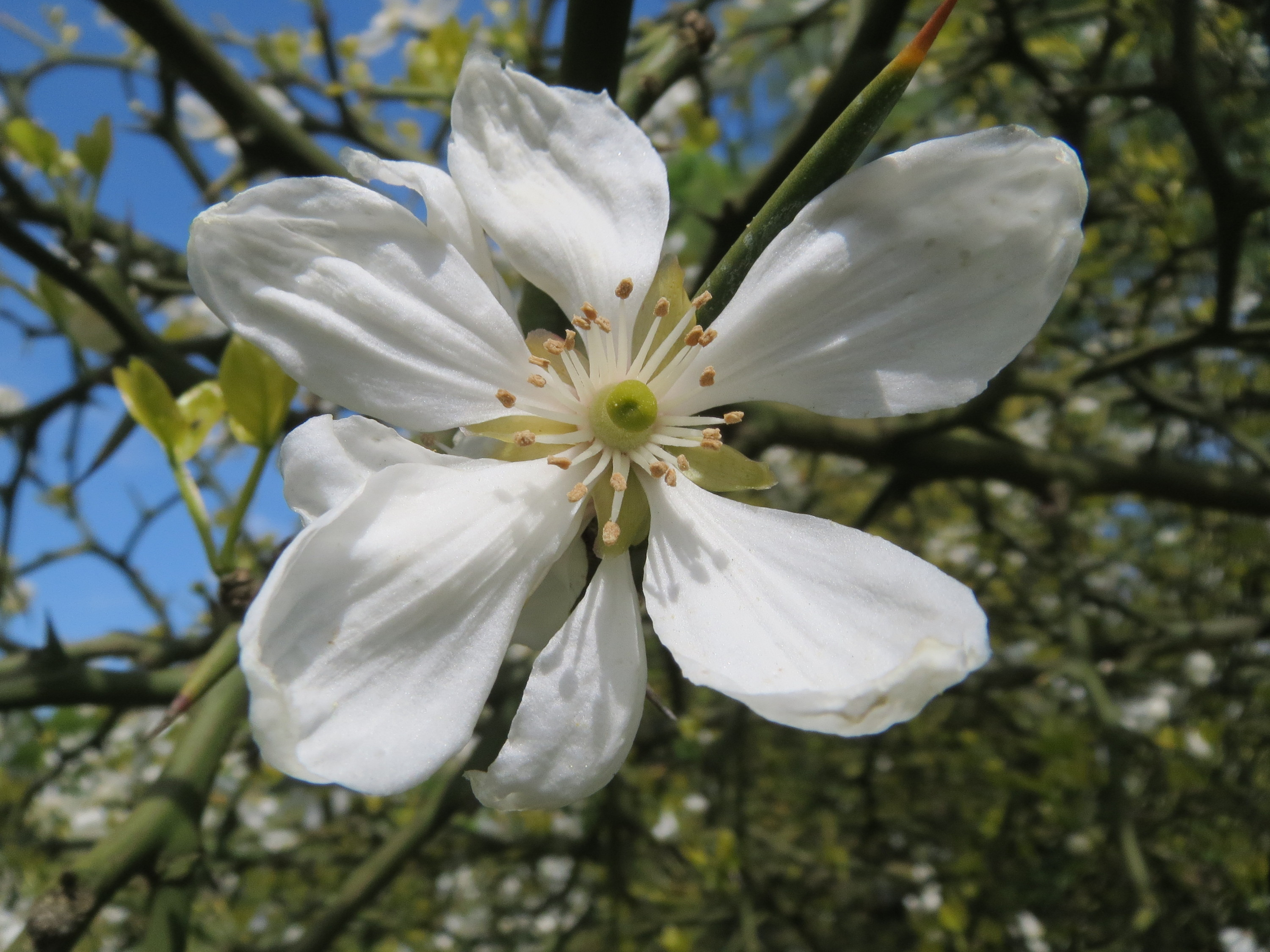
Kwiat

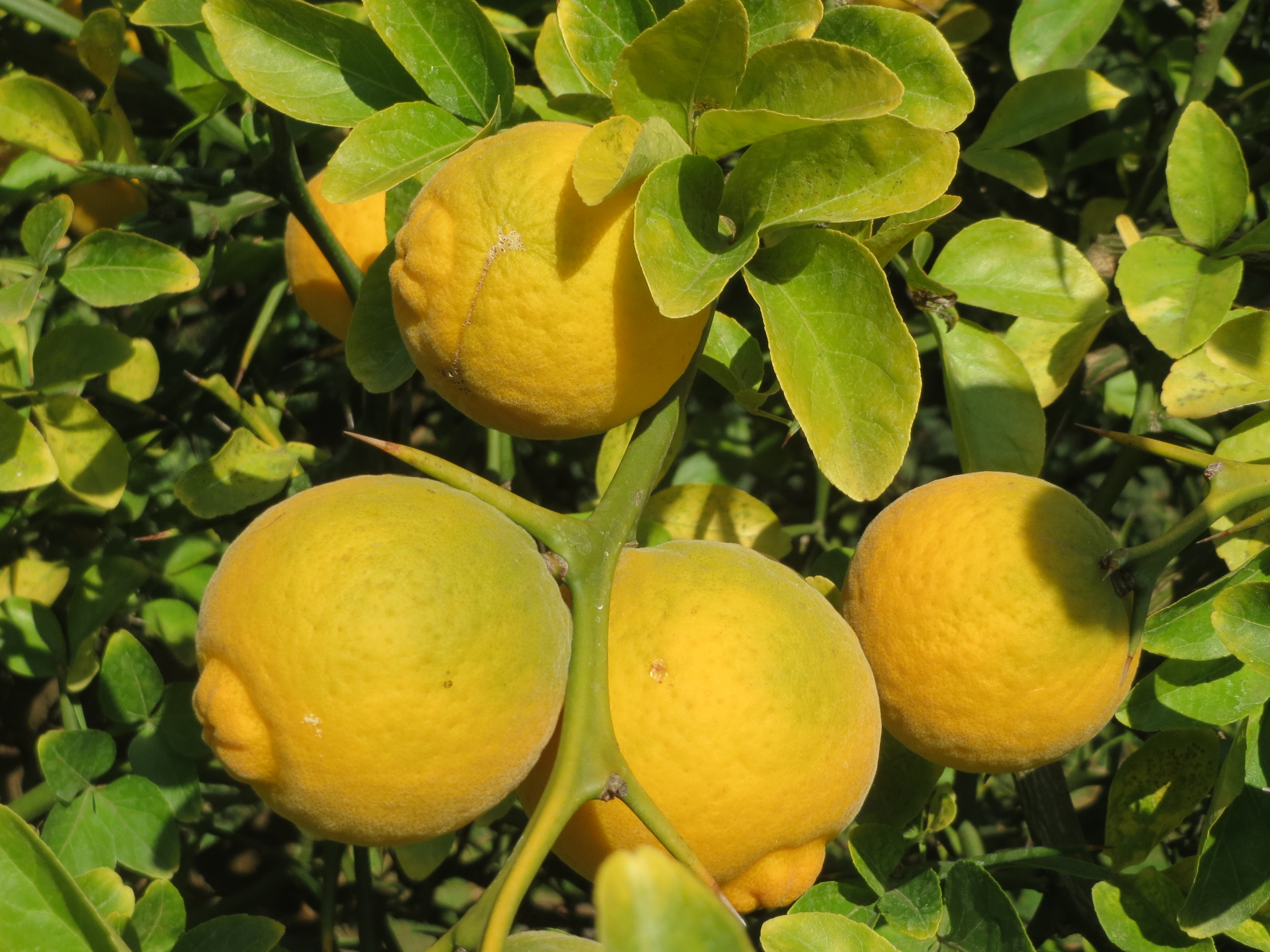
Owoce

## Morfologia
PokrójMałe drzewo lub krzew o wysokości 1–7 m, na pędach ma sztywne kolce.
LiścieSkrętoległe, sezonowe, aromatyczne, złożone z trzech, rzadziej pięciu listków, o kształcie owalnym lub eliptycznym o długości 3–6 cm i karbowanych brzegach.
KwiatyWyrastają w kątach liści w szczytowych częściach pędów. Okwiat składa się z 5-działkowego, zielonego kielicha i szeroko rozpostartych 5 białych płatków korony. Pręcików jest 20–60. Zalążnia górna, owłosiona, 6–8 komorowa, z licznymi zalążkami. Szyjka słupka krótka.
OwocDuża (średnicy 3–5 cm), żółtozielona jagoda z omszoną skórką. Owoce przyjemnie pachną, jednak są niejadalne.

## Zastosowanie
Ponieważ jest bardziej zimotrwała niż inne rośliny cytrusowe, używana jest przez ogrodników jako podkładka do szczepienia innych roślin cytrusowych i uzyskiwania odpornych na mróz mieszańców np. cytranga (poncyria × pomarańcza) i cytrangokwat (poncyria × kumkwat). W polskich ogrodach spotykana dość rzadko, uprawa tego gatunku jest możliwa do strefy 5, w której leżą nawet najzimniejsze regiony Polski. Szczególnie polecana jest na żywopłoty. Preferuje słoneczne i osłonięte przed wiatrem stanowiska, żyzne i przepuszczalne gleby. 